# Emmanuel Agbadou
Emmanuel Agbadou, né le 17 juin 1997 à Abidjan (Côte d'Ivoire), est un footballeur international ivoirien qui évolue au poste de défenseur central au Wolverhampton Wanderers.

## Biographie

### En club

#### FC San-Pédro
Né à Abidjan en Côte d'Ivoire d'un père footballeur ayant joué au Stade d'Abidjan, Emmanuel Agbadou commence le football avec l'académie Don Koff soutenu par sa mère, alors que son père ne souhaite pas qu'il devienne footballeur. Il passe par plusieurs centres de formations basés à Abidjan, dont l'Académie Alloka Sahoure et l'Africa Sports avant de rejoindre en 2017 le FC San-Pédro. 

##### Prêt à l'US Monastir
Agbadou prend ensuite la direction de la Tunisie et de l'US Monastir en juillet 2019. Le 23 novembre 2019, il marque un but avec cette équipe lors d'une rencontre de championnat face à l'US Tataouine (victoire, 1-3).

#### KAS Eupen
Le 1er septembre 2020, il rejoint la Belgique pour s'engager avec la KAS Eupen. Il joue son premier match en professionnel le 30 octobre 2020, lors d'une rencontre de championnat face au KRC Genk. Il est titularisé lors de ce match qui se solde par la défaite de son équipe (4-0 score final). 
Il est récompensé de ses bonnes performances en club par le prolongement de son contrat avec la KAS Eupen ,le 24 août 2021. Il est alors lié avec les Pandas jusqu'en juin 2025,. Agbadou s'impose à Eupen comme un élément clé de l'équipe et l'un des meilleurs défenseurs du championnat, à tel point que son nom est évoqué avec insistance durant le mercato hivernal 2022, notamment du côté de l'OGC Nice, La Gantoise ou le Watford FC mais il décide de rester à Eupen pour aider le club, étant en difficulté en championnat.

#### Stade de Reims
Le 16 juin 2022, Emmanuel Agbadou s'engage en faveur du Stade de Reims. Le défenseur ivoirien signe pour un contrat de cinq ans.
Le 7 août 2022, il dispute son premier match sous ses nouvelles couleurs lors de la première journée de la saison 2022-2023 de Ligue 1, face à l'Olympique de Marseille. Il est titularisé et son équipe s'incline par quatre buts à un. 
Le 20 septembre 2024, il prolonge son contrat avec le Stade de Reims d'une saison supplémentaire, soit jusqu'en juin 2028,.

#### Wolverhampton Wanderers
Le 9 janvier 2025, Emmanuel Agbadou quitte le Stade de Reims pour s'engager avec Wolverhampton Wanderers,,. Il paraphe un contrat de quatre ans et demi, soit jusqu'en juin 2029,.

### En sélection
Le 8 octobre 2021, Emmanuel Agbadou honore sa toute première sélection avec l'équipe nationale de Côte d'Ivoire lors d'un match face au Malawi. Il entre en jeu à la place de Serge Aurier lors de cette rencontre remportée par son équipe (victoire, 0-3).